# Груша Коржинского
Груша Коржинского (лат. Pyrus korshinskyi) — вид деревянистых растений рода Груша (Pyrus) семейства Розовые (Rosaceae), произрастающий на сухих склонах, в кустарниковых зарослях и светлых лесах на высоте 1200—1700 м, эндемик Средней Азии (Памиро-Алай, Тянь-Шань).
Вид назван в честь российского ботаника Сергея Ивановича Коржинского.

## Ботаническое описание

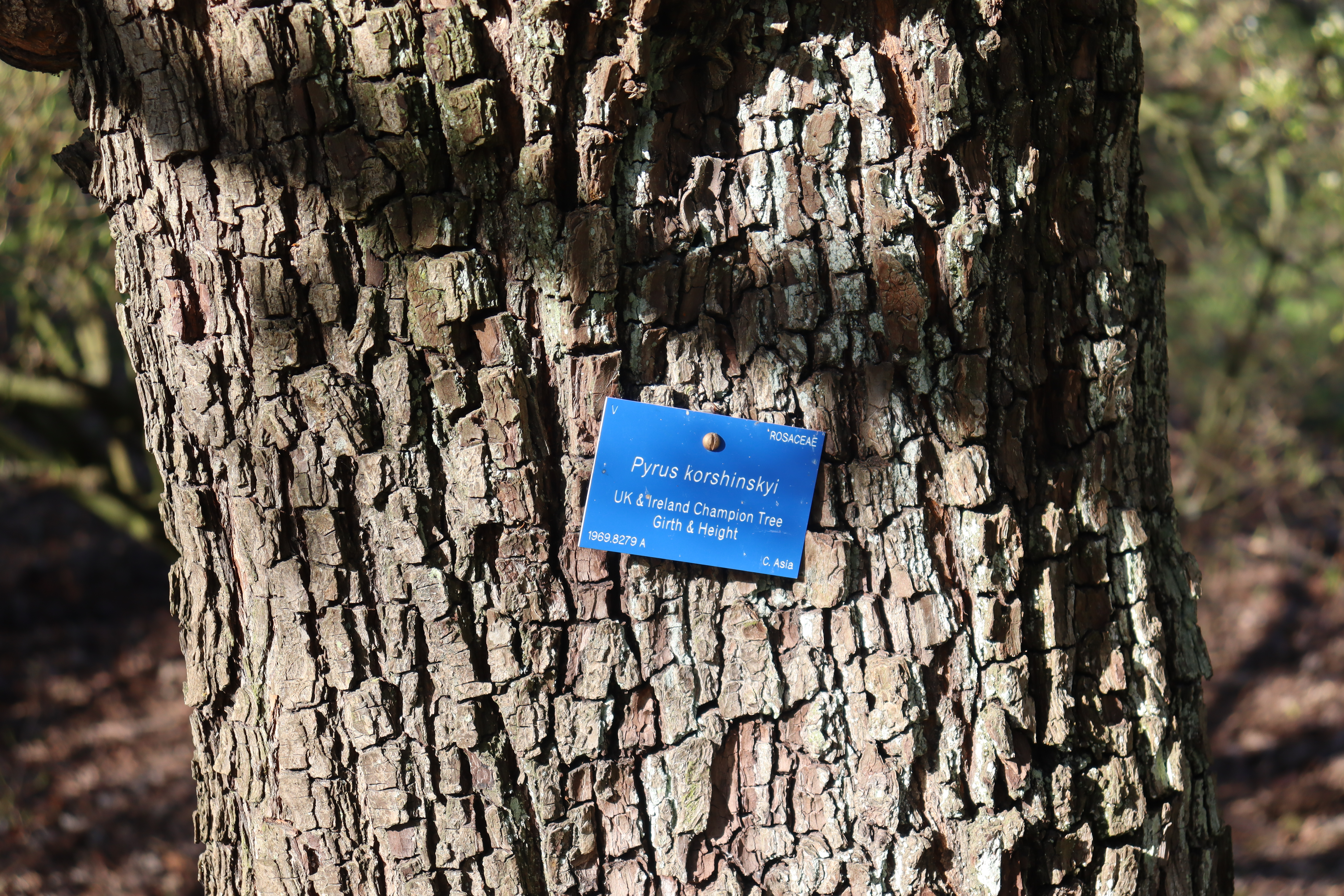
Кора

Средней величины дерево, без колючек. Почки крупные, овальные, тупые, с несколько отстающими густо бело-пушистыми овальными чешуями. Молодые побеги густо бело-опушенные, годовалые покрыты буровато-серой корой. Черешки густо опушенные, 1,5—5 см длиной. Листья линейно-ланцетные или удлиненно-ланцетные, языковидные, 5—10 см длиной, 2—4 см шириной, с наибольшей шириной в нижней части, в основании широко-закругленные или широко-клиновидные, на верхушке длинно и постепенно оттянутые и заостренные, по краю городчато-пильчатые с зубцами, заканчивающимися островатым мозолистым кончиком, потом опадающим, по всей поверхности сверху и снизу более или менее густо беловато-пушистые, вполне развитые совсем или почти голые, блестящие и только снизу по жилкам опушенные.
Щитки многоцветковые с густо опушенными, как и завязь и доли чашечки, цветоножками. Цветки 2—2,5 см в диаметре, лепестки удлиненно-овальные с коротким голым ноготком; цветоножки при плодах 2—2,5 см длиной, кверху утолщающаяся. Плоды широко-грушевидные или почти шаровидные, 3—5 см длиной и 3 см в диаметре; мякоть с немногочисленными каменистыми клетками; доли чашечки удлиненно-ланцетные, по краю зубчатые, торчащие. Цветение в мае.